# Беатриса Люксембургская
Беатриса Люксембургская (нем. Beatrix von Luxemburg; 1305 — 11 ноября 1319) — королева Венгрии, Хорватии и Далмации.

## Биография
Беатриса Люксембургская была младшей дочерью императора Генриха VII и Маргариты Брабантской. Имела брата Иоанна и сестру Марию, ставшую королевой Франции.
24 июня 1318 года стала второй супругой короля Венгрии, Хорватии и Далмации Карла Роберта, сына Карла Мартела и Клеменции Габсбургской. Карл Роберт был вдовцом после смерти в 1317 году его первой супруги Марии Бытомской.
Второй брак Карла Роберта также остался без наследников мужского пола. 11 октября 1319 года Беатриса родила дочь Беатрису, которая скончалась через несколько часов. Сама королева скончалась через месяц от последствий тяжёлых родов в возрасте 14 лет. Беатриса Люксембургская похоронена в соборе города Вараждина.
Через год после её смерти Карл Роберт женился на Елизавете Польской.